# Dadi Auto
Dadi Auto (oficialmente Dadi Automobile Group Co., Ltd.) era una camioneta y camión de carga pesada empresa de fabricación con sede en Baoding, China. Anteriormente un fabricante de automóviles militares, Baoding Dadi ensambló su primera camioneta civil en 1988. Su línea de productos reflejaba la de Great Wall Motor y  Zhongxing. La empresa reclamó una capacidad de producción de 50.000 unidades por año, pero esta cifra puede combinar motores y vehículos completos. Posteriormente, la empresa dejó de fabricar automóviles de pasajeros y se centró en el mercado de vehículos comerciales. En noviembre de 2011, el conglomerado chino CHTC adquirió Dadi y la reincorporó como Hengtian (CHTC) Dadi Automobile Co., Ltd. el 16 de octubre de 2012.

## Modelos

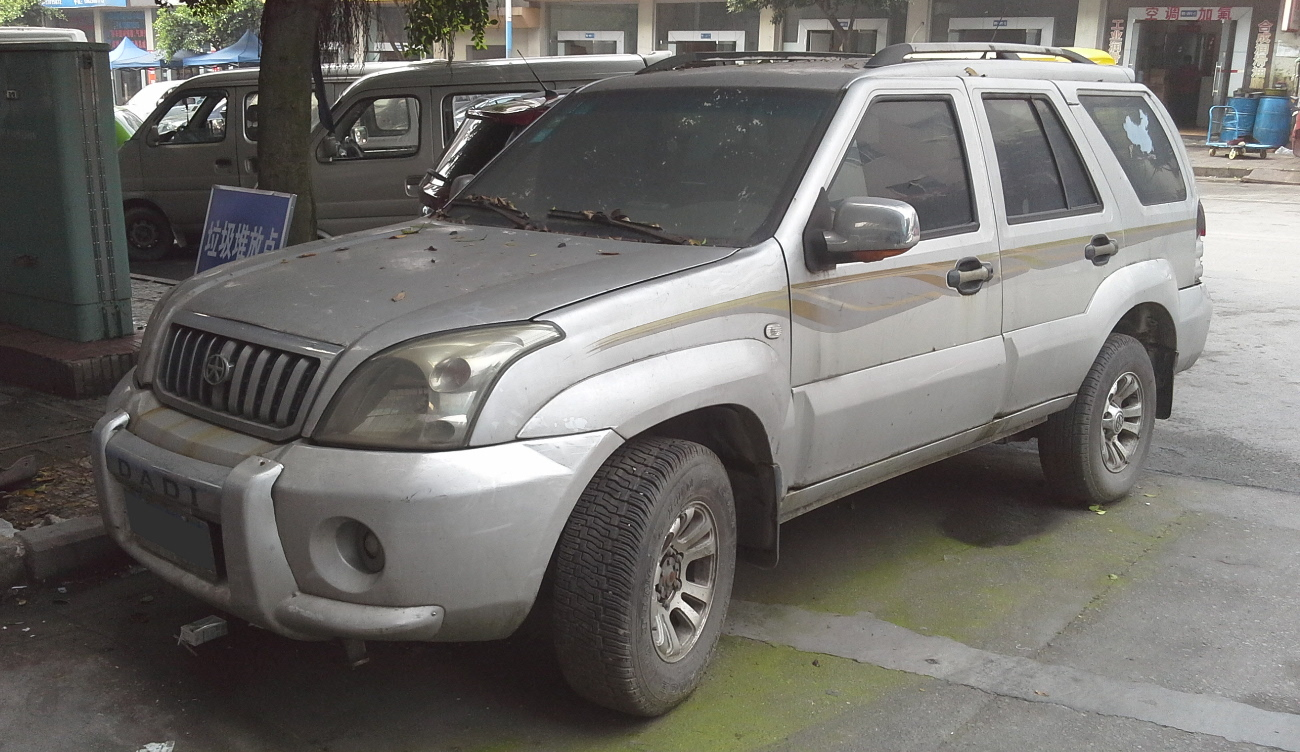
Dadi Auto Jingchi

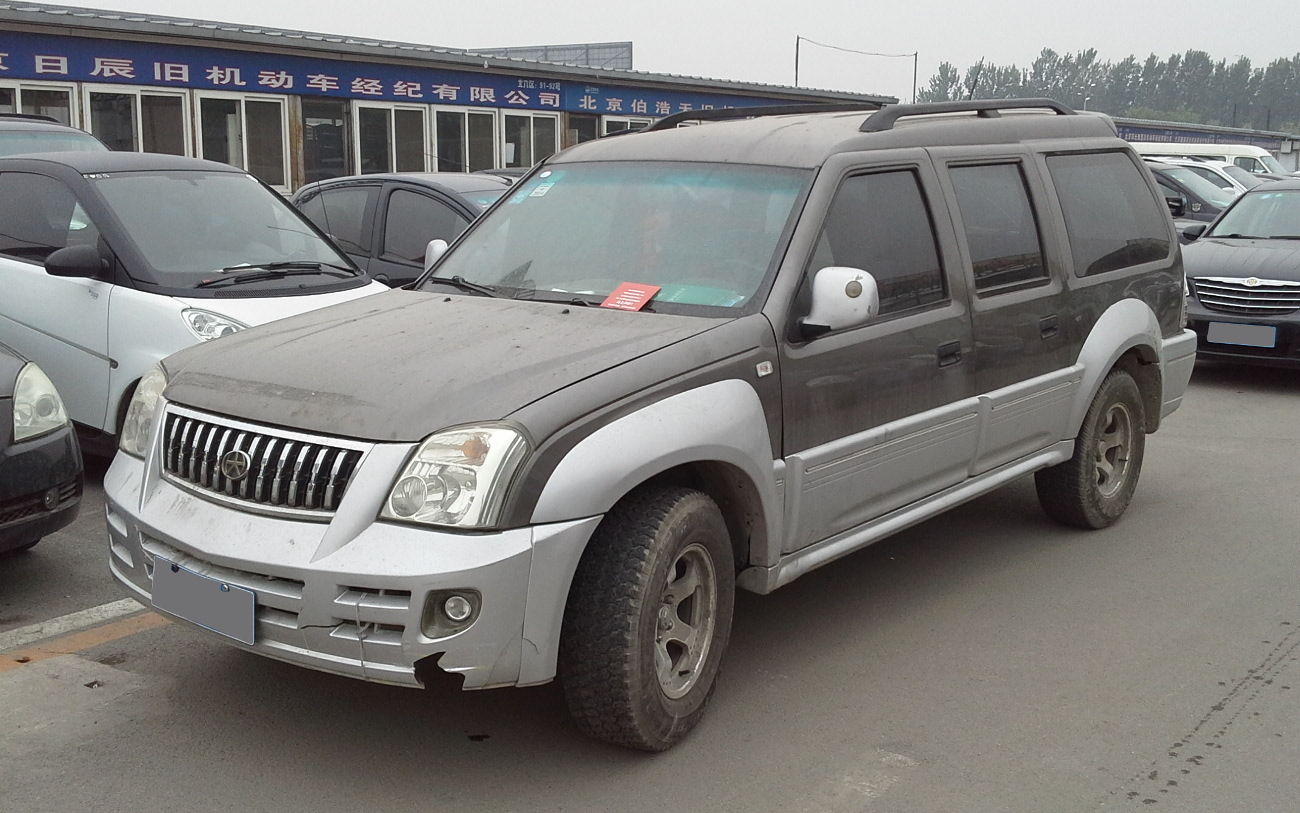
Dadi Auto Dushijunma

- Dadi Bliss (2005-2012; una camioneta basada en el  Isuzu Rodeo)
- Dadi City Leading (2005-2012; un SUV basado en  Toyota Land Cruiser HDJ100)
- Dadi City Steed (2006-2012; un SUV basado en la segunda generación  Toyota Land Cruiser Prado)
- Dadi Courtly (2006-2012; una camioneta basada en  Isuzu Rodeo)
- Dadi Shuttle (2007-2012; SUV basado en la penúltima generación Toyota Land Cruiser Prado)
- Dadi Smoothing (2006-2012; recogida basada en Isuzu Rodeo)
- Dadi Unisonous (2007-2012; recogida basada en Isuzu D-Max)
- Dadi DCV BDD5023XXYC
- Dadi DCV BDD5023XXYE